# 대전 시티즌 2018 시즌
대전 시티즌 2018 시즌은 대전의 21번째 시즌이자 K리그2에서는 4번째 시즌이다. 대표이사로 과거 팀의 감독이였던 김호가 선임되었고, 원래는 이기범 감독이 대전의 제 11대 감독으로 선임되었으나 팬들의 반발로 무산되면서 고종수 감독이 대전의 11대 감독으로 선임되었다.

## 전지 훈련
대전 시티즌은 1월 2일부터1월 12일까지 경상남도 통영시로 1차 전지훈련을 떠났으며, 1월 16일부터 2월 6일까지 터키 안탈리아로 2차 전지훈련을 떠났고, 2월 11일부터 2월 24일까지 경상남도 남해군에서 3차 전지훈련을 가졌다. 하지만 전지훈련 용역업체 선정 공고를 통해 선정한 용역업체가 김호 대표 이사의 측근인 K씨가 운영하는 AI스포츠라는 점이 밝혀지면서 논란이 일었다. 또한 2차 전지훈련의 경우 33명만이 터키로 떠났고, 20명은 경남 창녕군에서 훈련했다.

## 정규 시즌

### 겨울 이적시장 (시즌 전)
2017년 11월 1일 김호 前 대전 시티즌 감독을 윤정섭 대표 이사의 후임 대표 이사로 선임하였으나 과거 대전 감독 시절 불미스러운 사건으로 퇴진했고, 최근 용인시축구센터에서 불미스러운 사건에 휘말려있던 인물인 김호의 대표 이사 선임에 많은 팬들이 반발하였으며, 김호 대표 이사와 함께 용인시축구센터 출신인 이기범 신갈고등학교 감독을 신임 감독으로 내정하였지만, 이기범 역시 김호와 마찬가지로 용인시축구센터에서 불미스러운 사건에 휘말려있었고, 프로팀 감독 경력이 전무한 사람일 뿐더러 팬들의 그 어떤 동의없이 이루어진 선임이라는 이유로 감독 선임 문제 역시 팬들의 반발을 샀다.
구단주이자 대전광역시장인 권선택 시장이 시장직을 상실하면서 이재관 시장 권한대행이 대전 시티즌의 구단주 대행이 되었다.
2017년 11월 24일 이기범 감독 선임을 철회하고 前 대전 구단의 선수였던 고종수를 신임 감독으로 선임하였으나, 하지만 이기범이건 고종수건 둘 다 김호의 사람이라는 공통점이 있기에, 고종수 선임 역시 김호가 자기 자신의 말을 잘들을 자기 사람 심기에 불과하다는 것으로밖에는 보이지 않으며, 아무래도 대중에게 많이 알려지지 않았던 이기범보다는 선수 시절 활약이나 이름값이 훨씬 높은 고종수를 선임하면서 이기범 감독 선임으로 좋지 못했던 여론을 무마하려고 하던 것이 아니냐며 팬들로부터 비난을 샀다.
12월 1일 대전월드컵경기장에서 취임식을 통해 고종수 감독이 공식 취임하였으며, 자신을 보좌할 수석 코치로는 과거 수원 삼성 시절 동료있던 김진우 코치를 내정했는데, 이를 두고 대전팬들은 지나치게 많은 수원 삼성 출신 인물들이 대전 구단에서 자리잡는 것이 아니냐며 반발하였으며, 결국 불만을 참지 못한 대전팬들이 대전시티즌 비상대책위원회를 결성하는 사태로까지 이르렀다.
| “ | 대전시티즌 팬 여러분 안녕하십니까? 대저니스타, 대전의아들 대표해 글을 올립니다. 지난 몇 년간 우리는 칼바람이 몰아치는 겨울과 같은 시기를 지내왔습니다. 어느 순간부터 리그 순위를 입에 올리지 않는 게 서로에게 예의처럼 받아들여졌습니다. 시민들은 더 이상 ‘졌지만 잘 싸웠다’는 얘기를 해주지 않았습니다. 홈경기가 열리는 날 경기장에는 이제 더 이상 과거와 같은 활기가 돌지 않습니다. 그렇게 패배는 우리의 일상에 너무 익숙하게 스며들었습니다. 하지만 희망을 놓은 적은 없습니다. 오히려 그럴수록 믿어야만 했습니다. 더 내려갈 데가 없으니 남은 건 다시 올라갈 일뿐이라고. 우린 안 될 거야, 라며 비관론을 입에 올리던 사람들에게 한 방 먹여줄 날이 분명히 있을 거라고. 그때마다 기대는 늘 실망이 되었습니다. 올해도 다르지 않습니다. 아니, 기존의 실망과는 차원이 다른 절망이 이미 다음 시즌을 예약해 놓고 있습니다. 새로운 감독에 대한 소식과 사장선임에 대한 뉴스는 저희를 경악하게 했습니다. 내년엔 올해보다는 나아지리라는 관성적인 희망조차 사치가 돼가고 있습니다. 모두 아시다시피 지금 대전시티즌은 구단 역사상 최악의 상황을 맞고 있습니다. 아니, 이미 최악의 상황입니다. 구단은 성적 부진과, 프런트와의 마찰, 특정 에이전트와의 유착 의혹으로 논란을 일으킨 바 있는 김호 전 감독을 지난달 대전시티즌 대표이사로 선임했습니다. 그가 대전시티즌의 사령탑으로 있던 시절 팀이 어떤 모습으로 추락했는지 우리는 아직 잊지 않았습니다. 그런 그가 프로감독 경력이 전무하고 구단과의 마찰을 일으키며 대전을 떠난 고종수 수원삼성 코치를 대전시티즌의 사령탑으로 선임하고 심지어는 연령별 유소년팀 지도자들이 능력과 인성 모든 면에서 낙제점인 전 감독 후보 이기범과 대표이사, 감독 라인으로 교체될 거라는 이야기까지 나오고 있습니다. 이런 촌극이 벌어지는 배경에는 전문성은커녕 축구에 애정조차 없는 대전시 공무원들이 직간접적으로 관여하고 있습니다. 환부는 이미 곪아 터졌지만, 적폐는 개선되지 않았습니다. 패배가 익숙해지고 시민들의 관심에서 멀어질수록 과거의 폐단들은 최소한의 상식조차 잊은 채 버젓이 구단을 망가뜨릴 것입니다. 그로 인해 이득을 볼 사람들이 누군지 우리는 이미 알고 있습니다. 이 글을 읽고 불편해할 사람들이 누군지 우리는 이미 알고 있습니다. 지금 방향대로 대전시티즌이 또 새해를 맞이한다면, 그렇다면, 이제는 희망을 입에 올릴 수조차 없게 될지 모릅니다. 그다음엔 구단의 존폐를 입에 올려야 할지 모릅니다. 변화가 없다면 절망은 예정대로 우리를 맞이할 것입니다. 대전 팬들에게 말씀드립니다. 어디서 어떤 방법으로든 시티즌을 사랑하시는 모든 분의 참여를 간곡히 부탁드립니다. 중지를 모아야 할 때입니다. 모든 대전 팬들이 함께 모여서 힘을 합치자고 감히 제안 드립니다. 정상화 방안을 모색하고 논의합시다. 대전시티즌 정상화를 위하여 다양한 방안들에 대한 고견을 듣고자 합니다. 구단운영에 간섭하여 현 상태를 만든 대전시문체부 담당자들에 대한 법적 대응, 사장의 퇴진운동, 유소년 문제 등 팀을 위해서 우리가 할 수 있는 모든 방안들을 함께 논의합시다. 누구든 좋습니다. 어디라도 좋습니다. 대저니스타와 대전의아들 두 단체에서 시작하여 진행하지만 퍼플크루와 일반 팬들의 동참 역시 부탁드립니다. 간절히 기다리겠습니다. 대저니스타와 대전의아들은 모임 개최를 맡는 것으로 소임을 다하기로 뜻을 모았습니다. 모임을 지속적으로 이어가는 데 필요한 집행 및 운영 조직 구성은 참여하신 모임이나 팬들 중에서 선출, 지원을 통해 이뤄지길 바랍니다. 대저니스타와 대전의아들은 모임의 참여자로서 함께 해나가겠습니다. 어느 한쪽에 치우치지 않는 대전시티즌 모든 팬의 목소리를 대변할 수 있는 단체가 되길 바랍니다. 현 추진 중인 모임의 가칭은 ‘대전시티즌 비상대책위원회’로 정한 상황입니다. 이 글을 확인하시는 어떠한 커뮤니티나 SNS상에라도 댓글로 관심을 표해주시기 바랍니다. 관심이 모아진다면 추후 다시 공지하여 오프라인 모임을 빠른 시일 내로 개최하도록 하겠습니다. (EX. 모인다면 참석하고 싶다. 나의 의견은 어떻다. 한다면 언제 어디서 하는 게 좋겠다. 등등의 답글을 남겨주세요) 이 모임에 대해 고견이 있으시거나, 지난 김호 감독체제에서의 어떤 한 부정한 일이라도 알고 계시다면 fdt.taejon@gmail.com 로 메일 주시기 바랍니다. 이번이 정말 마지막이라고 생각합니다. 적어도 우리에게는 그렇습니다. 우리 모두 단결합시다! 우리들의 팀을 지키기 위해! 대저니스타, 대전의아들 일동 | ” |

또 업친데 덥친격으로 대전시티즌 구단이 새롭게 꾸려가는 과정에서 새 사무국장 내정설이 돈 것은 물론 사무국장 신규 채용공고를 특정 구인사이트에만 냈다는 사실이 드러나면서 논란이 일었다.
12월 16일 김진규가 은퇴를 선언하고 광주 FC 코치로 부임한다고 보도되었으나, 이에 김진규는 처음 듣는 이야기라며 코치 부임설을 일축하였다.
12월 19일 한국프로축구연맹이 FA 취득 선수 명단을 공지하였으며, 대전은 김해식, 김태봉, 김태은, 이현승, 황지웅, 문진용 김기용, 김성수, 조상범 총 9명의 선수가 취득하였으며, 그 중 황지웅과 김태봉, 김해식 FA 보상금이 발생하게 된다.
12월 22일 브라질 용병 페드루 엔히키 지 산타나 아우메이다를 영입하였다. 하지만 영입 과정에서 선수의 나이를 잘못 보도하며 구설수에 오르기도 하였다.
12월 26일 우선지명과 자유선발로 김세윤과 이지솔, 문용휘를 영입하였다.
12월 27일 우선지명으로 KC대학교의 공격수 유해성을 영입하였다.
12월 29일 포항 스틸러스로부터 골키퍼 김진영을 영입하였다.
12월 31일 부천 FC 1995로부터 올림픽 대표팀 수비수 고명석을 영입하였다.
2018년 1월 2일 이영창이 자신의 SNS를 통해 부천 FC 1995 이적을 밝혔다.
1월 3일 김태은과 이현승이 각각 대전 입단 전 소속팀이였던 부천 FC와 서울 이랜드에 재입단하였으며, 이영익 前 감독은 경남 FC의 수석 코치로 재부임하였다.
1월 4일 성남 FC로부터 외국인 공격수 필리프 흘로호우스키를 영입하였다.
1월 5일 골키퍼 전수현이 FC 안양으로 이적하였다.
1월 5일 김호 사장이 대전에서 2018시즌까지 뛰는 것으로 계약을 연장했던 브루노에게 방출 통보를 날리고 일방적으로 계약을 파기하면서 이에 브루노 측은 FIFA의 선수 보호 규정에도 어긋나는 행동이라며 반발해 FIFA에 제소를 비롯해 계약된 올 시즌까지의 잔여 연봉을 요구할 것임을 밝히면서 논란이 일었다.
1월 8일 제주 유나이티드와 수원 삼성, 강원 FC로부터 박수창과 고민성, 백종환을 영입하였다.
1월 9일 조상범이 자유 계약으로 수원 FC로 이적하였으며, 전남 드래곤즈에서 임민혁과 김성주를 임대로, 대구 FC에서 조귀범을 자유 계약으로 영입하였다.
1월 11일 대전 시티즌 주장 출신 안상현을 성남 FC로부터 장준영과 트레이드로 재영입하였으며, 인천 유나이티드와의 트레이드도 감행하여 이호석을 내주고 박명수를 영입하였다.
1월 12일 성남 FC로부터 오장은과 안재준을 영입하였다.
광주 FC 코치 부임설이 나돌던 김진규가 은퇴를 선언하고 오산고등학교 코치로 부임하였었다.
1월 15일 신갈고등학교 출신 신인 안주형과 김성익을 영입하였다.
1월 18일 김승섭, 강수병 등 신인 선수 7명에 이준호, 강한빛 등 K3리그 출신 선수까지 총 9명을 영입하였지만, 50명 넘는 수준의 지나치게 큰 선수단 규모로 팬들의 우려를 낳았으며, 또한 일부 선수들에게 지난해 12월 중순부터 계약 해지를 강요하고 숙소 입소와 훈련 등에 배재하면서 7,8명의 대전 선수들이 한국프로축구선수협회에 제소를 하면서 또다시 구설수에 올랐다.
2018시즌 팀의 주장으로는 오장은, 부주장으로는 안상현이 선임되었다.
경주 한국수력원자력 축구단으로 지난해 반년간 임대를 떠났던 김정주가 강릉시청 축구단으로 이적하였다.
2월 9일 대전시티즌 비상대책위원회가 대전시티즌 정상화 추진위윈회로 단체명을 변경하고 김호와 고종수의 과거 사건을 비롯한 논란에 대한 해명을 요구하는 소명 요청서를 서면으로 제출하며 본격적으로 단체 행동에 돌입하였다.
김해식과 황지웅이 자유 계약으로 경주 한국수력원자력 축구단으로 이적하였다.
2월 15일, 구단 측의 일방적인 계약 해지 논란이 있었던 브루노가 결국 FC 안양으로 이적했다.
대전 시티즌이 팀의 2군 감독인 이기범 감독의 아들인 이지호를 영입했다는 사실이 밝혀지며 논란이 일었다.

### 시즌 전반기
3월 3일 부천 FC와의 리그 개막전에서 대전은 윌리앙 포프에게 선취골을 허용했지만, 이후 프리킥에서 윤준성이 동점골을 성공시키며 승부를 원점으로 되돌렸지만, 후반 막판 집중력과 체력 저하의 한계를 드러내며 추가골을 허용, 1:2로 패했다. 한편 이날 경기에서 대전팬들은 응원을 하지 않는 보이콧과 동시에 "수원 레전드", "간담회를 개최하라" "이런 팀을 응원할 수 없다." 등의 김호를 비판하는 내용의 현수막도 내걸었다.
이기범 2군 감독의 아들인 이지호가 대전 시티즌에 입단하면서 구설수에 올랐다.
3월 7일 분데스리가 TSG 1899 호펜하임으로부터 박인혁을 영입하였다.
3월 11일 안산 그리너스 FC와의 원정 경기에서는 상대가 2명이나 퇴장당했음에도 수적 우위를 전혀 살리지 못하면서 후반 막판 극장골을 허용, 2:3로 패하며 리그 2연패를 기록하였다.
3월 17일 부뇨드코르로부터 미드필더 쇼흐루흐 가도예프를 영입하였다.
3월 18일 서울 이랜드와의 홈경기에서 대전은 상대가 2명이나 퇴장당하는 수적 우위 속에 페드로의 페널티킥을 앞세워 1:0 승리를 거두면서 고종수 감독은 데뷔승을 거두었다. 한편 이날 경기 역시 대전 팬들은 3경기 연속으로 응원을 하지 않는 보이콧과 동시에 대전 구단을 비판하는 내용의 현수막을 내걸었다.
3월 25일 부산 아이파크와의 홈경기에서 대전은 골키퍼 김진영이 퇴장당하는 수적 열세 속에 1:0 패배를 거두었다.
3월 28일 탄천종합운동장에서 열린 성남 FC와의 FA컵 3라운드 경기서 대전은 무랄랴에게 선취골을 실점하며 1:0 패배, FA컵에서 탈락했다.
3월 30일 루마니아 국적의 아우렐리안 키추를 영입하였다.
4월 1일 광주 FC와의 원정 경기서 대전은 상대가 1명 퇴장당하는 수적 우위 속에 쇼흐루흐 가도예프의 골을 앞세워 1:0 승리를 거두었다.

4월 7일 FC 안양과의 원정 경기에서 대전은 전반에 선취골을 허용했지만, 이후 상대가 1명 퇴장당하는 수적 우위 속에 박수창의 골을 앞세워 1:1 무승부를 거두었다.
4월 14일 아산 무궁화 FC와의 홈경기서 대전은 아산과 팽팽히 맞섰고, 김승섭이 프로 데뷔골까지 성공시켰지만 2:1로 패했다. 한편 이날 경기 종료 후에는 김호 대표 이사가 심판에게 욕설을 퍼붙고 심판실에 난입해 고성을 질렀다는 사실이 밝혀지면서 또다시 논란이 일었고, 대전 구단은 제재금 2000만원 징계를 받게 되었다.
4월 21일 성남 FC와의 홈경기서 대전은 전반에 페널티킥을 내주며 끌려갔지만, 후반 들어 키쭈가 K리그 데뷔골을 성공시키며 승부를 원점으로 되돌렸지만, 후반 막판 패스 미스를 범하며 추가골을 내주면서 2:1로 패했다. 한편 이날 경기에서는 대전 팬들이 김호의 2000만원 제재금 징계에 대해 항의하는 내용의 옷을 입으며 대전 구단의 혈세 낭비를 강하게 비판하기도 하였다.
4월 29일 수원 FC와의 원정 경기서 대전은 후반들어 박재우의 2어시스트를 바탕으로 한 박인혁과 쇼흐루흐 가도예프의 골을 앞세워 2:1 승리를 거두었다.
5월 12일 FC 안양과의 홈 경기서 대전은 가도에프의 멀티골과 키쭈의 골을 앞세워 3:2 승리를 거두며 시즌 첫 연승을 거두었다.
5월 19일 아산 무궁화 FC와의 원정 경기서 대전은 김진영의 슈퍼 세이브와 안상현의 골을 앞세워 1:0 승리를 기록, 3연승을 거두었다.

### 여름 이적시장
5월 부진한 활약을 보여주던 페드로가 대전 구단과의 계약을 해지하였다.

## 경기 결과

### K리그2
| 1 2018년 3월 3일 | 대전 시티즌 | 1:2 | 부천 FC 1995          | 대전월드컵경기장                        |  |  |
| 15:00            | 윤준성 34′  |     | 포프 13′ · 공민현 85′ | 관중 수: 2,172 심판: 서동진 MVP: 공민현 |  |  |
|                  |             |     |                       |                                         |  |  |

| 2 2018년 3월 11일 | 안산 그리너스 FC                   | 3:2 | 대전 시티즌                         | 안산와~스타디움 |  |  |
| 15:00             | 이건 11′ · 박준희 66′ · 장혁진 90′ |     | 박수창 9′ (PK) · 세쿠 코네 52′ (OG) | 관중 수: 5,532  |  |  |
|                   |                                    |     |                                     |                 |  |  |

| 3 2018년 3월 18일 | 대전 시티즌     | 1:0 | 서울 이랜드 | 대전월드컵경기장            |  |  |
| 15:00             | 페드로 76′ (PK) |     |             | 관중 수: 1,158 심판: 김영수 |  |  |
|                   |                 |     |             |                             |  |  |

| 4 2018년 3월 25일 | 대전 시티즌 | 0:1 | 부산 아이파크 | 대전월드컵경기장            |  |  |
| 15:00             |             |     | 이동준 10′    | 관중 수: 1,197 심판: 최영호 |  |  |
|                   |             |     |               |                             |  |  |

| 5 2018년 4월 1일 | 광주 FC | 0:1 | 대전 시티즌  | 광주월드컵경기장 |  |  |
| 15:00            |         |     | 가도에프 61′ | 관중 수: 874     |  |  |
|                  |         |     |              |                  |  |  |

| 6 2018년 4월 7일 | FC 안양    | 1:1 | 대전 시티즌 | 안양종합운동장 |  |  |
| 15:00            | 정희웅 19′ |     | 박수창 83′  | 관중 수: 405   |  |  |
|                  |            |     |             |                |  |  |

| 7 2018년 4월 14일 | 대전 시티즌 | 1:2 | 아산 무궁화 FC          | 대전월드컵경기장 |  |  |
| 15:00             | 김승섭 32′  |     | 김민균 22′ · 허범산 82′ | 관중 수: 418     |  |  |
|                   |             |     |                         |                  |  |  |

| 8 2018년 4월 21일 | 대전 시티즌                  | 1:2 | 성남 FC  | 대전월드컵경기장 |  |  |
| 15:00             | 정성민 26′ (PK) · 서보민 86′ |     | 키쭈 57′ | 관중 수: 587     |  |  |
|                   |                              |     |          |                  |  |  |

| 9 2018년 4월 29일 | 수원 FC        | 1:2 | 대전 시티즌               | 수원종합운동장 |  |  |
| 16:00             | 마테우스 90+4′ |     | 박인혁 48′ · 가도에프 53′ | 관중 수: 2,375 |  |  |
|                   |                |     |                           |                |  |  |

| 10 2018년 5월 12일 | 대전 시티즌                    | 3:2 | FC 안양                | 대전월드컵경기장 |  |  |
| 15:00              | 가도에프 29′, 49′ · 키쭈 45+1′ |     | 알렉스 46′, 90+2′ (PK) | 관중 수: 956     |  |  |
|                    |                                |     |                        |                  |  |  |

| 11 2018년 5월 19일 | 아산 무궁화 FC | 0:1 | 대전 시티즌 | 이순신종합운동장 |  |  |
| 19:00              |                |     | 안상현 49′  | 관중 수: 1,427   |  |  |
|                    |                |     |             |                  |  |  |

| 12 2018년 5월 26일 | 성남 FC | v | 대전 시티즌 | 탄천종합운동장 |  |  |
| 19:00              |         |   |             |                |  |  |
|                    |         |   |             |                |  |  |

| 13 2018년 6월 3일 | 대전 시티즌 | v | 광주 FC | 대전월드컵경기장 |  |  |
| 19:00             |             |   |         |                  |  |  |
|                   |             |   |         |                  |  |  |

| 14 2018년 6월 6일 | 대전 시티즌 | v | 안산 그리너스 FC | 대전월드컵경기장 |  |  |
| 19:30             |             |   |                  |                  |  |  |
|                   |             |   |                  |                  |  |  |

| 15 2018년 6월 9일 | 부천 FC 1995 | 0:2 | 대전 시티즌         | 부천종합운동장             |  |  |
| 19:00             |              |     | 박인혁01' 박인혁41' | 관중 수: 1,082 MVP: 박인혁 |  |  |
|                   |              |     |                     |                            |  |  |

| 16 2018년 7월 1일 | 부산 아이파크 | v | 대전 시티즌 | 구덕종합운동장 |  |  |
| 19:00             |               |   |             |                |  |  |
|                   |               |   |             |                |  |  |

| 17 2018년 7월 9일 | 대전 시티즌 | v | 수원 FC | 대전월드컵경기장 |  |  |
| 19:30             |             |   |         |                  |  |  |
|                   |             |   |         |                  |  |  |

| 18 2018년 7월 14일 | 아산 무궁화 FC | v | 대전 시티즌 | 이순신종합운동장 |  |  |
| 19:00              |                |   |             |                  |  |  |
|                    |                |   |             |                  |  |  |

| 19 2018년 7월 22일 | 대전 시티즌 | v | 성남 FC | 대전월드컵경기장 |  |  |
| 19:00              |             |   |         |                  |  |  |
|                    |             |   |         |                  |  |  |

| 20 2018년 7월 28일 | 서울 이랜드 | v | 대전 시티즌 | 잠실올림픽주경기장 |  |  |
| 19:00              |             |   |             |                    |  |  |
|                    |             |   |             |                    |  |  |

| 21 2018년 8월 4일 | 대전 시티즌 | v | 광주 FC | 대전월드컵경기장 |  |  |
| 19:00             |             |   |         |                  |  |  |
|                   |             |   |         |                  |  |  |

| 22 2018년 8월 11일 | FC 안양 | v | 대전 시티즌 | 안양종합운동장 |  |  |
| 19:00              |         |   |             |                |  |  |
|                    |         |   |             |                |  |  |

| 23 2018년 8월 15일 | 서울 이랜드 | v | 대전 시티즌 | 잠실올림픽주경기장 |  |  |
| 19:00              |             |   |             |                    |  |  |
|                    |             |   |             |                    |  |  |

| 24 2018년 8월 20일 | 부천 FC 1995 | v | 대전 시티즌 | 부천종합운동장 |  |  |
| 19:30              |              |   |             |                |  |  |
|                    |              |   |             |                |  |  |

| 25 2018년 8월 26일 | 대전 시티즌 | v | 안산 그리너스 FC | 대전월드컵경기장 |  |  |
| 19:00              |             |   |                  |                  |  |  |
|                    |             |   |                  |                  |  |  |

| 26 2018년 9월 3일 | 대전 시티즌 | v | 수원 FC | 대전월드컵경기장 |  |  |
| 19:30             |             |   |         |                  |  |  |
|                   |             |   |         |                  |  |  |

| 27 2018년 9월 8일 | 부산 아이파크 | v | 대전 시티즌 | 구덕종합운동장 |  |  |
| 19:00             |               |   |             |                |  |  |
|                   |               |   |             |                |  |  |

| 28 2018년 9월 15일 | 대전 시티즌 | v | 서울 이랜드 | 대전월드컵경기장 |  |  |
| 19:00              |             |   |             |                  |  |  |
|                    |             |   |             |                  |  |  |

| 29 2018년 9월 23일 | 광주 FC | v | 대전 시티즌 | 광주월드컵경기장 |  |  |
| 15:00              |         |   |             |                  |  |  |
|                    |         |   |             |                  |  |  |

| 30 2018년 9월 29일 | 안산 그리너스 FC | v | 대전 시티즌 | 안산와~스타디움 |  |  |
| 15:00              |                  |   |             |                 |  |  |
|                    |                  |   |             |                 |  |  |

| 31 2018년 10월 6일 | 대전 시티즌 | v | 아산 무궁화 FC | 대전월드컵경기장 |  |  |
| 15:00              |             |   |                |                  |  |  |
|                    |             |   |                |                  |  |  |

| 32 2018년 10월 13일 | 수원 FC | v | 대전 시티즌 | 수원종합운동장 |  |  |
| 15:00               |         |   |             |                |  |  |
|                     |         |   |             |                |  |  |

| 33 2018년 10월 21일 | 대전 시티즌 | v | 부산 아이파크 | 대전월드컵경기장 |  |  |
| 15:00               |             |   |               |                  |  |  |
|                     |             |   |               |                  |  |  |

| 34 2018년 10월 27일 | 성남 FC | v | 대전 시티즌 | 탄천종합운동장 |  |  |
| 15:00               |         |   |             |                |  |  |
|                     |         |   |             |                |  |  |

| 35 2018년 11월 3일 | 대전 시티즌 | v | 부천 FC 1995 | 대전월드컵경기장 |  |  |
| 15:00              |             |   |              |                  |  |  |
|                    |             |   |              |                  |  |  |

| 36 2018년 11월 11일 | 대전 시티즌 | v | FC 안양 | 대전월드컵경기장 |  |  |
| 14:00               |             |   |         |                  |  |  |
|                     |             |   |         |                  |  |  |

### FA컵
| 3라운드 2018년 3월 28일 | 성남 FC    | 1:0 | 대전 시티즌 | 탄천종합운동장            |  |  |
| 19:30                   | 무랄랴 56′ |     |             | 관중 수: 885 심판: 송민석 |  |  |
|                         |            |     |             |                           |  |  |

## 선수단

### 현재 선수 명단
| 번호         | 국적         | 이름       | 입단 연도 | 전 소속팀           | 군대      |
| 골키퍼       | 골키퍼       | 골키퍼     | 골키퍼    | 골키퍼              | 골키퍼    |
| ------------ | ------------ | ---------- | --------- | ------------------- | --------- |
| 1            | 대한민국     | 김진영     | 2018      | 포항 스틸러스       | 미필      |
| 31           | 대한민국     | 문용휘     | 2018      | 신인                | 미필      |
| 36           | 대한민국     | 임민혁     | 2018      | 전남 드래곤즈       | 미필      |
| 62           | 대한민국     | 한호동     | 2018      | 더스파구사쓰 군마   | 미필      |
| 90           | 대한민국     | 박주원     | 2013      | 신인                | 군필      |
| 92           | 대한민국     | 박준혁     | 2018      | 성남 FC             | 군필      |
| 수비수       |              |            |           |                     |           |
| 2            | 대한민국     | 김예성     | 2018      | 신인                | 미필      |
| 3            | 대한민국     | 황재훈     | 2018      | 수원 FC             | 군필      |
| 4            | 대한민국     | 윤준성     | 2015      | 포항 스틸러스       | 군필      |
| 5            | 대한민국     | 권영호     | 2018      | 후지에다 MYFC       | 미필      |
| 6            | 대한민국     | 안재준     | 2018      | 성남 FC             | 군필      |
| 15           | 대한민국     | 조귀범     | 2018      | 대구 FC             | 미필      |
| 22           | 대한민국     | 윤신영     | 2017      | 레노파 야마구치     | 군필      |
| 23           | 대한민국     | 전상훈     | 2017      | 경남 FC             | 군필      |
| 24           | 대한민국     | 황재원     | 2018      | 대구 FC             | 면제      |
| 25           | 대한민국     | 고명석     | 2018      | 부천 FC 1995        | 미필      |
| 26           | 대한민국     | 박재우     | 2015      | 신인                | 미필      |
| 34           | 대한민국     | 박명수     | 2018      | 인천 유나이티드     | 미필      |
| 35           | 대한민국     | 조태근     | 2018      | 이스턴 SC           | 면제      |
| 38           | 대한민국     | 장원석     | 2017      | 제주 유나이티드     | 군필      |
| 44           | 대한민국     | 이지솔     | 2018      | 신인                | 미필      |
| 48           | 대한민국     | 강수병     | 2018      | 신인                | 미필      |
| 51           | 대한민국     | 윤경보     | 2018      | 신인                | 미필      |
| 52           | 대한민국     | 황재정     | 2017      | 신인                | 미필      |
| 57           | 대한민국     | 김성훈     | 2018      | 신인                | 미필      |
| 66           | 대한민국     | 박수일     | 2018      | 김해시청            | 미필      |
| 77           | 대한민국     | 백종환     | 2018      | 강원 FC             | 군필      |
| 미드필더     |              |            |           |                     |           |
| 7            | 대한민국     | 오장은     | 2018      | 성남 FC             | 면제      |
| 13           | 대한민국     | 신학영     | 2017      | 경남 FC             | 미필      |
| 17           | 대한민국     | 고민성     | 2018      | 수원 삼성 블루윙즈  | 미필      |
| 20           | 대한민국     | 안상현     | 2018      | 성남 FC             | 군필      |
| 27           | 루마니아     | 키쭈       | 2018      | FC 비토룰 콘스탄차  | 해당 없음 |
| 28           | 대한민국     | 김민성     | 2018      | 신인                | 미필      |
| 30           | 우즈베키스탄 | 가도예프   | 2018      | 부뇨드코르          | 해당 없음 |
| 39           | 대한민국     | 조예찬     | 2016      | 경주 한국수력원자력 | 미필      |
| 41           | 대한민국     | 강윤성     | 2018      | 신인                | 미필      |
| 42           | 대한민국     | 공용훈     | 2017      | 김해시청            | 미필      |
| 46           | 대한민국     | 김성익     | 2018      | 신인                | 미필      |
| 49           | 대한민국     | 박태현     | 2018      | 서울 유나이티드     | 미필      |
| 96           | 대한민국     | 황인범     | 2015      | 신인                | 군필      |
| 공격수       |              |            |           |                     |           |
| 8            | 대한민국     | 박수창     | 2018      | 제주 유나이티드     | 군필      |
| 9            | 우즈베키스탄 | 뚜르스노프 | 2018      | 부뇨드코르          | 해당 없음 |
| 11           | 대한민국     | 김승섭     | 2018      | 신인                | 미필      |
| 12           | 대한민국     | 강한빛     | 2018      | 화성 FC             | 미필      |
| 14           | 대한민국     | 유해성     | 2018      | 신인                | 미필      |
| 16           | 대한민국     | 박대훈     | 2016      | 신인                | 미필      |
| 19           | 대한민국     | 김찬희     | 2017      | 포천 시민축구단     | 군필      |
| 32           | 대한민국     | 유진석     | 2018      | 포천 시민축구단     | 미필      |
| 33           | 대한민국     | 김성주     | 2018      | 전남 드래곤즈       | 미필      |
| 40           | 대한민국     | 남윤재     | 2015      | 경주 한국수력원자력 | 미필      |
| 43           | 대한민국     | 김세윤     | 2018      | 신인                | 미필      |
| 45           | 대한민국     | 안주형     | 2018      | 신인                | 미필      |
| 50           | 대한민국     | 이준호     | 2018      | 청주City FC         | 미필      |
| 53           | 대한민국     | 임준식     | 2016      | 신인                | 미필      |
| 54           | 대한민국     | 안동민     | 2018      | 신인                | 미필      |
| 64           | 대한민국     | 박인혁     | 2018      | TSG 1899 호펜하임   | 미필      |
| 65           | 대한민국     | 송인학     | 2018      | 신인                | 미필      |
| 88           | 대한민국     | 이건철     | 2018      | 제주 유나이티드     | 미필      |
| 시즌 중 이적 |              |            |           |                     |           |
| 9            | 대한민국     | 정민우     | 2017      | 수원 FC             | 미필      |
| 10           | 슬로바키아   | 필립       | 2018      | 성남 FC             | 해당 없음 |
| 55           | 대한민국     | 이지호     | 2018      | 신인                | 미필      |
| 56           | 대한민국     | 서정호     | 2018      | 신인                | 미필      |
| 91           | 브라질       | 페드로     | 2018      | ACS 폴리 티미쇼아라 | 해당 없음 |

2018 시즌 종료 당시 기준

### 영구 결번
| 번호 | 포지션 | 국적     | 이름   | 헌정 기간        |
| ---- | ------ | -------- | ------ | ---------------- |
| 18   | FW     | 대한민국 | 김은중 | 18년 (2016-2034) |
| 21   | GK     | 대한민국 | 최은성 | 21년 (2012-2033) |

### 프로팀
| 직위        | 이름   | 부임연도 |
| ----------- | ------ | -------- |
| 구단주      | 허태정 | 2018     |
| 대표 이사   | 김호   | 2018     |
| 사무국장    | 권헌규 | 2018     |
| 감독        | 고종수 | 2018     |
| 수석 코치   | 김진우 | 2018     |
| 스카우트    | 김영근 | 2014     |
| 스카우트    | 박철   | 2017     |
| 스카우트    | 이정래 | 2018     |
| 2군 감독    | 이기범 | 2018     |
| 2군 코치    | 황연석 | 2018     |
| 피지컬 코치 | 디노   | 2018     |

## 선수 이적

### 영입
| #  | 이름       | 포지션 | 이적 구단           | 이적 유형 | 이적 시기     |
| -- | ---------- | ------ | ------------------- | --------- | ------------- |
| 1  | 김정주     | FW     | 경주 한국수력원자력 | 임대 복귀 | 겨울 이적시장 |
| 2  | 남윤재     | FW     | 경주 한국수력원자력 | 임대 복귀 | 겨울 이적시장 |
| 3  | 조예찬     | MF     | 경주 한국수력원자력 | 임대 복귀 | 겨울 이적시장 |
| 4  | 공용훈     | MF     | 김해시청            | 임대 복귀 | 겨울 이적시장 |
| 5  | 페드로     | FW     | ACS 폴리 티미쇼아라 | 자유 계약 | 겨울 이적시장 |
| 6  | 김진영     | GK     | 포항 스틸러스       | 완전 영입 | 겨울 이적시장 |
| 7  | 고명석     | DF     | 부천 FC 1995        | 완전 영입 | 겨울 이적시장 |
| 8  | 필립       | DF     | 성남 FC             | 완전 영입 | 겨울 이적시장 |
| 9  | 박수창     | MF     | 제주 유나이티드     | 완전 영입 | 겨울 이적시장 |
| 10 | 고민성     | MF     | 수원 삼성           | 임대      | 겨울 이적시장 |
| 11 | 백종환     | DF     | 강원 FC             | 완전 영입 | 겨울 이적시장 |
| 12 | 조귀범     | FW     | 대구 FC             | 완전 영입 | 겨울 이적시장 |
| 13 | 임민혁     | GK     | 전남 드래곤즈       | 임대      | 겨울 이적시장 |
| 14 | 김성주     | MF     | 전남 드래곤즈       | 임대      | 겨울 이적시장 |
| 15 | 안상현     | MF     | 성남 FC             | 트레이드  | 겨울 이적시장 |
| 16 | 박명수     | DF     | 인천 유나이티드     | 트레이드  | 겨울 이적시장 |
| 17 | 오장은     | MF     | 성남 FC             | 완전 영입 | 겨울 이적시장 |
| 18 | 안재준     | DF     | 성남 FC             | 완전 영입 | 겨울 이적시장 |
| 19 | 강한빛     | FW     | 화성 FC             | 완전 영입 | 겨울 이적시장 |
| 20 | 이준호     | MF     | 청주City FC         | 완전 영입 | 겨울 이적시장 |
| 21 | 유진석     | FW     | 포천 시민축구단     | 완전 영입 | 겨울 이적시장 |
| 22 | 박태현     | DF     | 서울 유나이티드     | 완전 영입 | 겨울 이적시장 |
| 23 | 조태근     | DF     | 이스턴 SC           | 자유 계약 | 겨울 이적시장 |
| 24 | 권영호     | DF     | 후지에다 MYFC       | 자유 계약 | 겨울 이적시장 |
| 25 | 한호동     | GK     | 더스파구사쓰 군마   | 완전 영입 | 겨울 이적시장 |
| 26 | 박인혁     | FW     | TSG 1899 호펜하임   | 완전 영입 | 겨울 이적시장 |
| 27 | 가도에프   | MF     | 부뇨드코르          | 완전 영입 | 겨울 이적시장 |
| 28 | 키쭈       | MF     | FC 비토룰 콘스탄차  | 완전 영입 | 겨울 이적시장 |
| 29 | 박준혁     | GK     | 성남 FC             | 자유 게약 | 여름 이적시장 |
| 30 | 이건철     | FW     | 제주 유나이티드     | 임대      | 여름 이적시장 |
| 31 | 뚜르느소프 | MF     | 알카라이티야트 SC   | 완전 영입 | 여름 이적시장 |

### 신인
| #  | 이름   | 포지션 | 이전 구단            | 지명 유형 | 비고      |
| -- | ------ | ------ | -------------------- | --------- | --------- |
| 1  | 김세윤 | FW     | 충남기계공업고등학교 | 우선 지명 |           |
| 2  | 최재원 | GK     | 충남기계공업고등학교 | 우선 지명 | 대학 진학 |
| 3  | 이태극 | DF     | 충남기계공업고등학교 | 우선 지명 | 대학 진학 |
| 4  | 변승환 | MF     | 충남기계공업고등학교 | 우선 지명 | 대학 진학 |
| 5  | 고범준 | MF     | 충남기계공업고등학교 | 우선 지명 | 대학 진학 |
| 6  | 박지호 | FW     | 충남기계공업고등학교 | 우선 지명 | 대학 진학 |
| 7  | 홍유진 | DF     | 충남기계공업고등학교 | 우선 지명 | 대학 진학 |
| 8  | 김현진 | MF     | 충남기계공업고등학교 | 우선 지명 | 대학 진학 |
| 9  | 이지솔 | DF     | 언남고등학교         | 자유 선발 |           |
| 10 | 문용휘 | GK     | 용인대학교           | 자유 선발 |           |
| 11 | 유해성 | FW     | KC대학교             | 자유 선발 |           |
| 12 | 안주형 | FW     | 신갈고등학교         | 자유 선발 |           |
| 13 | 김성익 | MF     | 신갈고등학교         | 자유 선발 |           |
| 14 | 김승엽 | FW     | 경희대학교           | 자유 선발 |           |
| 15 | 강수병 | DF     | 언남고등학교         | 자유 선발 |           |
| 16 | 김민성 | FW     | 언남고등학교         | 자유 선발 |           |
| 17 | 윤경보 | DF     | 호남대학교           | 자유 선발 |           |
| 18 | 김예성 | DF     | 광주대학교           | 자유 선발 |           |
| 19 | 안동민 | Fw     | 신평고등학교         | 자유 선발 |           |
| 20 | 이지호 | Fw     | 예원예술대학교       | 자유 선발 |           |

### 방출
| #  | 이름     | 포지션 | 이적 구단                   | 이적 유형 | 이적 시기     |
| -- | -------- | ------ | --------------------------- | --------- | ------------- |
| 1  | 레반     | FW     | AFC 튀비즈                  | 임대 복귀 | 겨울 이적시장 |
| 2  | 이영창   | GK     | 부천 FC 1995                | 완전 이적 | 겨울 이적시장 |
| 3  | 김태은   | DF     | 서울 이랜드                 | 자유 계약 | 겨울 이적시장 |
| 4  | 이현승   | FW     | 부천 FC 1995                | 자유 계약 | 겨울 이적시장 |
| 5  | 김태봉   | DF     | 경주 한국수력원자력         | 자유 계약 | 겨울 이적시장 |
| 6  | 김해식   | DF     | 경주 한국수력원자력         | 자유 계약 | 겨울 이적시장 |
| 7  | 김기용   | GK     | 화성 FC                     | 자유 계약 | 겨울 이적시장 |
| 8  | 조상범   | MF     | 수원 FC                     | 자유 계약 | 겨울 이적시장 |
| 9  | 황지웅   | FW     | 경주 한국수력원자력         | 자유 계약 | 겨울 이적시장 |
| 10 | 문진용   | DF     | 강릉시청                    | 자유 계약 | 겨울 이적시장 |
| 11 | 이정훈   | MF     | 여주세종축구단              | 자유 계약 | 여름 이적시장 |
| 12 | 크리스찬 | FW     |                             | 자유 계약 | 겨울 이적시장 |
| 13 | 김진규   | DF     |                             | 은퇴      | 겨울 이적시장 |
| 14 | 전수현   | GK     | FC 안양                     | 자유 계약 | 겨울 이적시장 |
| 15 | 장준영   | DF     | 성남 FC                     | 트레이드  | 겨울 이적시장 |
| 16 | 이호석   | FW     | 인천 유나이티드             | 트레이드  | 겨울 이적시장 |
| 17 | 김정주   | FW     | 강릉시청                    | 완전 이적 | 겨울 이적시장 |
| 18 | 김대열   | MF     | 천안시청                    | 자유 계약 | 겨울 이적시장 |
| 19 | 브루노   | FW     | FC 안양                     | 자유 계약 | 겨울 이적시장 |
| 20 | 박우정   | DF     | 강릉시청                    | 자유 계약 | 겨울 이적시장 |
| 21 | 페드로   | FW     | 사나트 나프트               | 자유 계약 | 여름 이적시장 |
| 22 | 정민우   | FW     | 경주 한국수력원자력         | 완전 이적 | 여름 이적시장 |
| 23 | 서정호   | FW     |                             | 자유 계약 | 여름 이적시장 |
| 24 | 한의권   | FW     | 수원 삼성 블루윙즈          | 완전 이적 | 여름 이적시장 |
| 25 | 이지호   | FW     | 제주 유나이티드             | 자유 계약 | 여름 이적시장 |
| 26 | 필립     | FW     | FO ŽP 슈포르트 포드브레조바 | 자유 계약 | 여름 이적시장 |

### 임대 및 군입대
| # | 이름   | 포지션 | 임대 구단   | 이적 시기     | 임대 기간 |
| - | ------ | ------ | ----------- | ------------- | --------- |
| 1 | 박주원 | GK     | 아산 무궁화 | 겨울 이적시장 | 21개월    |
| 2 | 황인범 | MF     | 아산 무궁화 | 겨울 이적시장 | 21개월    |

## 같이 보기
- 대전 시티즌